# Ângelo Angelim
Ângelo Angelim (Capivari, 21 de janeiro de 1935 – Cuiabá, 3 de julho de 2017) foi um professor, administrador e político brasileiro, outrora governador de Rondônia.

## Dados biográficos
Filho de Salvador Angelin e Ana Capriolli, começou a lecionar no ano em que ingressou na Universidade de São Paulo onde, em 1972, graduou-se em Letras, Filosofia e Administração de Empresas. Passou a residir em Rondônia em 1977 e foi trabalhar na Serraria Pau-Brasil, madeireira de sua propriedade.
Nomeado secretário municipal de Educação de Vilhena pelo prefeito Renato Coutinho em 1977, acumulou o cargo com o de administrador do distrito de Colorado do Oeste. Em 1982, foi eleito deputado estadual e como tal foi relator da comissão que elaborou a constituição de Rondônia e primeiro vice-presidente do diretório estadual do PMDB, renunciando ao mandato parlamentar em 1985, após ser nomeado governador de Rondônia pelo presidente José Sarney. Em 1990, disputou a eleição para senador pelo PSC numa empreitada mal-sucedida. Após esse fato, desligou-se da política e passou a residir em Vilhena.